# Любица Сокич
Любица (Цуца) Сокич (на сръбски: Љубица, Цуца Сокић) е видна сръбска художничка от ХХ век, академик на Сръбската академия на науките и изкуствата.

## Биография
Родена е в Битоля, тогава в Кралство Сърбия, на 9 декември 1914 година в семейството на Манойло Сокич (1887—1941), главен редактор на белградския вестник „Правда“ и неговата съпруга Ружа, родена Кузманович. От 1930 до 1934 година учи живопис в педагогическия отдел на Художественото училище в Белград, а от 1932 до 1936 година - в академичния. От 1936 до 1939 година е в Париж, където в 1937 година за пръв път излага заедно с група югославски художници в „Галери дьо Пари“. След връщането си в Белград, в 1940 година е сред основателите на групата Десеторо. Освен картини, рисува илюстрации на книги и е редовен професор в Академията за изящни изкуства в Белград от 1948 до 1972 година. От 1968 година е член-кореспондент, а от 1978 година - редовен член на Сръбската академия на науките и изкуствата.